# Vila Gottlieba a Stelly Fantelových
Vila Gottlieba a Stelly Fantelových v Smetanově ulici č.p. 170/7 se nachází v městské památkové zóně v Českém Těšíně v okrese Karviná. Vila byla postavena stavitelem Ludwigem Kametzem podle projektu architekta Karla Reinhardta a Eugena Fuldy. Vila byla v roce 2016 prohlášena kulturní památkou České republiky.

## Historie
Vila byla postavena pro Gottlieba a Stellu Fantelovy v roce 1930 podle projektu Karla Reinharda a Eugena Fuldy (1872–1942). Po válce byla vila adaptována na dětské jesle později využívána jako mateřská škola.

## Architektura
Vila byla postavena ve stylu tzv. anglické cottage, koncepce anglického halového domu. Je ukázkou tradicionalistického pojetí vilové architektury v meziválečném období v Českém Těšíně. Vila je samostatný objekt situován v severovýchodní části zahrady. Dvoupodlažní podskepená stavba na obdélníkového půdorysu je krytá valbovými střechami. V jižní části průčelí vystupuje půlkruhový dvoupatrový rizalit členěn pěti okenními osami. V severní části vystupují po stranách čtvercové terasy, ve střední osové části je tříosý rizalit s obdélnými okny s půlkruhovými záklenky.
Fasáda je opatřena hladkou brizolitovou omítkou, v úrovní podezdívky je keramický obklad kabřinec.
Pozemek měl zděné oplocení. (je vidět na tomto snímku[nedostupný zdroj])

## Interiér
Interiér vily je zachován v téměř nepoškozeném stavu, je dochováno původní dispoziční řešení, interiérové vybavení včetně původní vchodových a vnitřních dveří, dřevěných obkladů stěn atp.